# خس ثنائي الحول
الخس ثنائي الحول نوع نباتي عشبي يتبع جنس الخس من الفصيلة النجمية.

## الموئل والانتشار
ينتشر في شرق الولايات المتحدة.

## الوصف النباتي
نبات عشبي ثنائي الحول. الأوراق متموضعة مباشرة على الساق (دون عنيقة)، ولها أشواك صغيرة على جانبيها وفي الوسط. الزهرة بيضاء إلى زرقاء فاتحة.